# Nikolaj (pracovní tábor)
Tábor Nikolaj sloužil jako trestanecký pracovní tábor k ubytování nesvobodných pracovních sil, zaměstnaných k těžbě uranové rudy. Zajatci a vězni, kteří zde byli zadržováni, těžili uranovou rudu v místních dolech Nikolaj a Eduard. Tábor se stal proslulým pro nezákonnosti páchané na zdejších vězních. Z původního tábora se nedochovalo vůbec nic. Okolo areálu tábora dnes vede naučná stezka Jáchymovské peklo. V táboře si odpykávaly trest i známé osobnosti, například Augustin Bubník, Karel Pecka či Rudolf Pernický.

## Historie

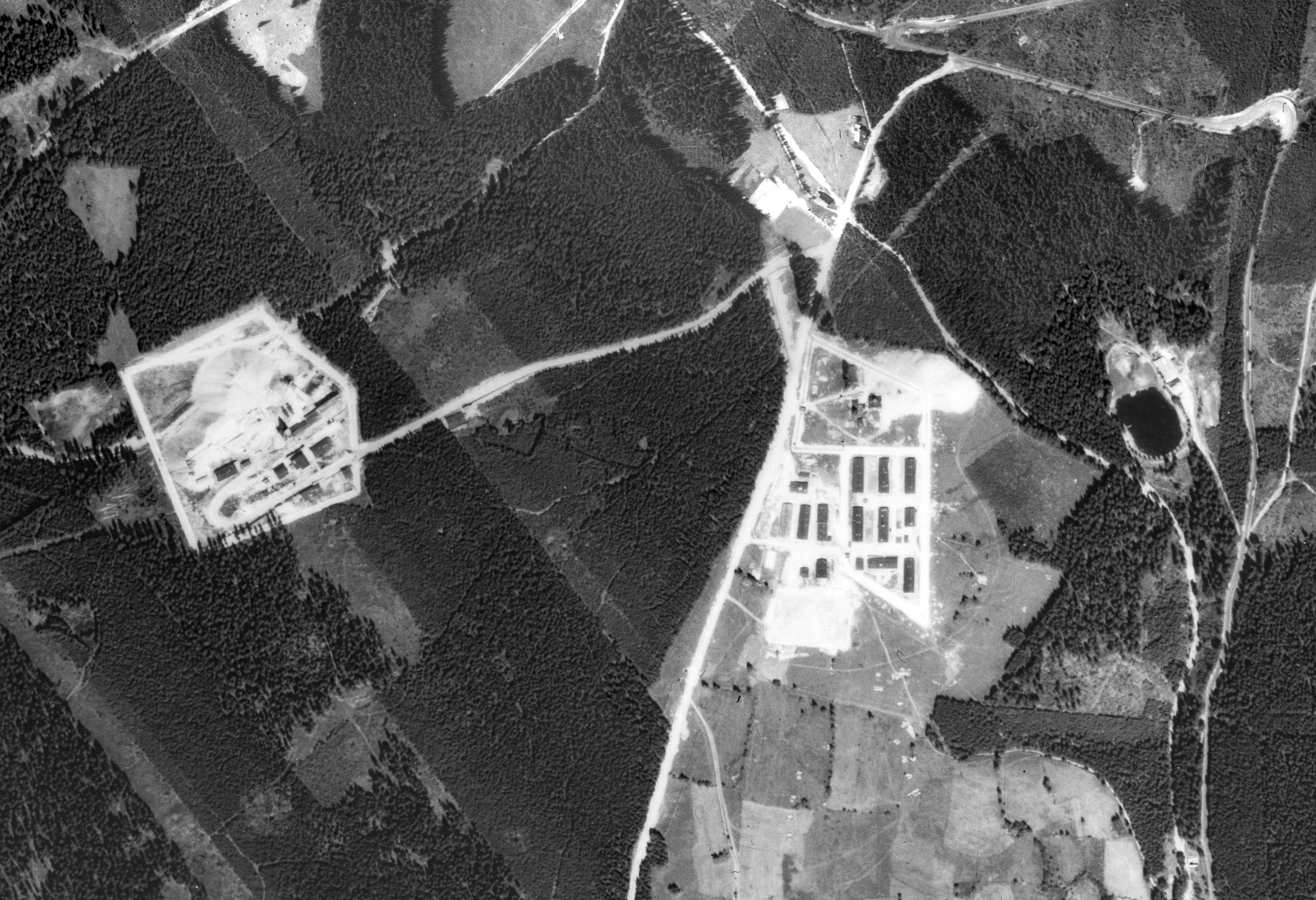
Doly Eduard (vlevo) a Nikolaj s trestaneckým táborem na ortofotomapě z 50. let

Tábor byl otevřen v listopadu 1951 na místě dřívějšího tábora nucených prací (otevřen v roce 1950). Kódově byl označován písmenem „A“. Kapacita tábora byla 907 vězňů, ale byla často překračována. Šlo o velký pracovní tábor s tvrdým režimem. Zpočátku v něm výrazně převažovali kriminální a retribuční vězni, z nichž mnozí tvrdě šikanovali malou skupinu vězňů politických. Od května do srpna roku 1952 bylo vytvořeno tzv. „bicí komando“, pod velením konfidenta gestapa Břetislava Jeníčka. Bicí komando se zaměřovalo na politické vězně a často je surově bili, ukřižovali, udávali a posílali do korekcí.
Jelikož se od roku 1951 přestal využívat důl Nikolaj, byli vězni vezeni do dolu Eduard, kam byli přepravováni přes tzv. „ruské“ či „jáchymovské autobusy“, kdy byla skupina až 120 vězňů sražena těsně k sobě a byla omotána 6 milimetrovým ocelovým lankem a následně zamknutá zámkem.

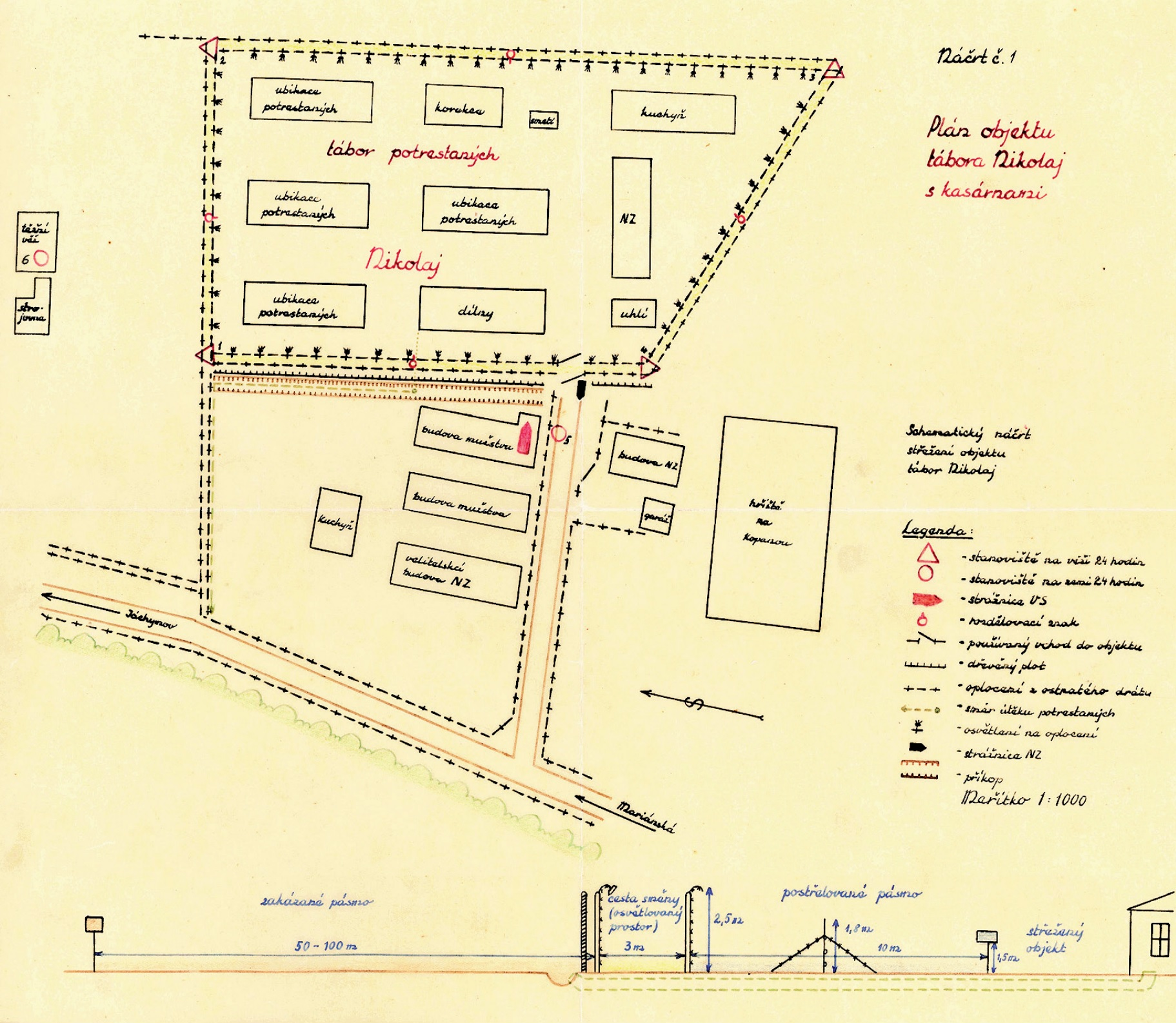
Plán tábora, vytvořený vyšetřovateli útěku vězňů v roce 1955

Nejznámějším pokusem o útěk z tábora bylo vykopání dvacetimetrového tunelu do méně střežené části tábora v roce 1955. Všichni útěkáři ale byli brzy dopadeni.
V druhé polovině 50. let 20. století byla těžba na Jáchymovsku postupně utlumována, tábor byl zrušen jako jeden z posledních 30. června 1958.

## Současnost
Z tábora nezbylo prakticky nic, jen v podzemí lze zpozorovat základy budov, podle kterých se podařilo určit, kde se nacházela brána, odstřelované pásmo či vězeňské baráky. Okolo areálu tábora dnes vede naučná stezka Jáchymovské peklo, která obsahuje panel se stručným popisem tábora.